# In the Fishtank
In the Fishtank – projekt wydawniczy wytwórni Konkurrent mający na celu promowanie niezależnych wykonawców muzycznych. Zaproszone zespoły (zwykle jeden lub dwa, jedynym wyjątkiem jest dziewiąta płyta, gdzie wystąpiły trzy grupy) mają dwa dni w studiu nagraniowym na zarejestrowanie kilku utworów zamieszczanych następnie na tzw. splicie. Dotychczas ukazało się 15 płyt z tej serii, pierwsza z nich została wydana w 1996 roku.

## Albumy
- 1996: In the Fishtank 01 – Nomeansno
- 1997: In the Fishtank 02 – Guv'ner
- 1997: In the Fishtank 03 – The Tassilli Players
- 1998: In the Fishtank 04 – Snuff
- 1998: In the Fishtank 05 – Tortoise + The Ex
- 1999: In the Fishtank 06 – June of 44
- 2001: In the Fishtank 07 – Low + Dirty Three
- 2002: In the Fishtank 08 – Willard Grant Conspiracy + Telefunk
- 2002: In the Fishtank 09 – Sonic Youth + ICP + The Ex
- 2003: In the Fishtank 10 – Motorpsycho + Jaga Jazzist Horns
- 2004: In the Fishtank 11 – The Black Heart Procession + Solbakken
- 2005: In the Fishtank 12 – Karate
- 2005: In the Fishtank 13 – Solex + M.A.E.
- 2006: In the Fishtank 14 – Isis + Aereogramme
- 2009: In the Fishtank 15 – Sparklehorse + Fennesz